# Diospyros campanulata
Diospyros campanulata är en tvåhjärtbladig växtart som beskrevs av Bakh. Diospyros campanulata ingår i släktet Diospyros och familjen Ebenaceae. Inga underarter finns listade i Catalogue of Life.